# Vladimír Šafařík
Vladimír Šafařík (* 13. dubna 1964) je český manažer, tenisový trenér a pořadatel sportovních událostí, který od roku 2006 zastává post ředitele firmy Česká sportovní. Jako nehrající kapitán vedl československý fedcupový tým v sezóně 1992 a také český daviscupový tým ve finále 2013.

## Profesní kariéra
V rámci manažerské kariéry v Česká sportovní zaštiťuje od sezóny 1999 přípravu mezistátních tenisových utkání české ženské i mužské reprezentace. Měl na starosti akce typu „NHL v Praze“ či košíkařské Final Four v O2 areně. V mládí hrál závodně tenis, dorosteneckou ligu. Během Letních olympijských her 1992 v Barceloně vedl československou tenisovou výpravu. Mezi lety 1992–1998 působil na pozici tenisového trenéra ve floridské Tenisové akademii Nicka Bollettieriho.

### Nehrající kapitán
V roce 1992 se ujal ve třech utkáních role nehrajícího kapitána československého fedcupového družstva, které dovedl do čtvrtfinále. Jednalo se o vůbec poslední tři zápasy československé reprezentace před rozpadem státu.
Pohár federace 1992
- 1. kolo: ČSFR–Maďarsko, 3:0[2]
- 2. kolo: ČSFR – Jižní Korea, 3:0[3]
- čtvrtfinále: ČSFR–Austrálie, 1:2[4]

V listopadu 2013 byl vybrán za nehrajícího kapitána českého týmu pro finále Davis Cupu 2013, když v týdnu před zápasem proti Srbsku postihla stabilního kapitána Jaroslava Navrátila plicní embolie. Na Šafaříkovi se shodli hráči i další členové týmu. U družstva v té době působil již patnáctým rokem.
Davis Cup 2013
- finále: Srbsko – Česká republika, 2:3[6]